# Cicadini
Cicadini es una tribu de insectos de la familia Cicadidae.

## Géneros
Wikispecies lista los siguientes géneros:
- Basa
- Cicada
- Cicadatra[2]
- Kamalata
- Onomacritus
- Pomponia
- Psithyristria
- Semia